# Robert Bruce Merrifield
Pour les articles homonymes, voir Merrifield.
Robert Bruce Merrifield, né le 15 juillet 1921 à Fort Worth, Texas, États-Unis et mort le 14 mai 2006 à Cresskill, New Jersey, États-Unis, est un chimiste américain. Il obtint le prix Nobel de chimie de 1984.

## Biographie
Il développa tôt un intérêt pour la chimie et pour l'astronomie. Après 2 années passées au Pasadena Junior College, il étudia à l'université de Californie à Los Angeles (UCLA) dans laquelle il fut diplômé en chimie. Il travailla ensuite un an dans la Philip R. Park Research Foundation où il s'occupa d'une colonie animale et assista à des expériences de croissance d'acides aminés de synthèse. Une de ces expériences montra pour la première fois, que les acides aminés indispensables pour permettre une croissance devait être disponibles simultanément.
Puis il retourna à UCLA et avec le biochimiste M. SP. Dunn, il développa une méthode microbiologique pour quantifier la pyrimidine. En 1949, il partit travailler au Rockefeller Institute for Medical Research de New York.
En 1963, il rendit public sa méthode de synthèse sur matrice solide des protéines et des peptides, également connue sous le nom de « synthèse de Merrifield ». L'idée principale de celle-ci, réside dans le fait que les molécules biologiques comme les protéines ou les peptides sont des polymères linéaires et que, lors d'une telle synthèse, une de leurs extrémités pouvait être couplée à une matrice. Cette méthode fut étendue par la suite à la synthèse d'oligonucléotides, de sucres et d'autres molécules organiques complexes. En 1969, Cette percée permit à Merrifield et à Bernd Gutte la synthèse de la ribonucléase A, constituée de 124 acides aminés.
En 1984, il est lauréat du prix Nobel de chimie « pour son développement de la méthodologie de la synthèse chimique sur matrice solide ».

## Récompenses et distinctions
- Prix Gairdner en 1970
- Médaille William-H.-Nichols en 1973
- Prix Nobel de chimie en 1984
- Membre de la National Academy of Sciences de Washington.
- Membre de l'International Academy of Science.